# Borne (Arve)
Der Borne, französisch Le Borne, ist ein linker Nebenfluss der Arve in Frankreich.

## Flusslauf
Der Borne verläuft im Département Haute-Savoie in der Region Auvergne-Rhône-Alpes. Er entspringt unter dem Namen Ruisseau du Déluge in den Savoyer Alpen, an der Südflanke des Gipfels Tête des Annes (1869 m), im Gemeindegebiet von Le Grand-Bornand, entwässert zunächst Richtung Südwest und West, dreht dann auf Nord und mündet nach rund 34 Kilometern im Gemeindegebiet von Bonneville in die Arve.

## Orte am Fluss
- Le Grand-Bornand
- Saint-Jean-de-Sixt
- Entremont (Gemeinde Glières-Val-de-Borne)
- Le Petit-Bornand-les-Glières (Gemeinde Glières-Val-de-Borne)
- Saint-Pierre-en-Faucigny
- Bonneville

## Tourismus
Der Borne gehört zu den schwierigsten Kajakgewässern Frankreichs.